# Законът на сърцето
„Законът на сърцето“ (на испански: La ley del corazón) е колумбийска теленовела, произведена и излъчена от РЦН Телевисион от 28 ноември 2016 г. до 22 април 2019 г.

## Сюжет
Поредицата се развива в успешна адвокатска кантора, специализирана в семейното право, посветена на случаите на раздяла и като цяло на конфликтите в семейството и отношенията. Пабло Домингес, партньор във фирмата Cabal-Ortega-Domínguez и сътрудници, преживява трудна ситуация в живота си, когато се разделя със съпругата си Химена. Изведнъж адвокатът среща колегата си Хулия Ескальон, която е напът да се омъжи за Камило Бореро, но обрат на съдбата ще промени живота ѝ и ще я сближи с Пабло. Шоуто включва любовен триъгълник между Джулия, Пабло и Камило, както и обратите в любовния живот на останалите адвокати във фирмата, като личният им живот често е огледален в съдебните дела, които защитават.

## Актьори

### Главни актьори
- Лучано Д'Алесандро – Пабло Домингес
- Лаура Лондоньо – Хулия Ескальон

### Подкрепящи актьори
- Себастиан Мартинес – Камило Бореро
- Иван Лопес – Николас Ортега
- Мабел Морено – Мария дел Пилар Гарсес
- Лина Техейро – Каталина Мехия
- Родриго Кандамил – Алфредо Дюперли
- Мануел Сармиенто – Иван Естефан
- Марио Руис – Елиас Родригес
- Йесения Валенсия – Роза Феро
- Карлос Бенжумеа – Ернандо Кабал
- Джуди Хенрикес – Кармен
- Хуан Пабло Бараган – Маркос Тибата

### Повтарящи се актьори
- Луис Фернандо Бохоркес - Мигел
- Каролина Лопес - Патриша Рамирес
- Марианела Гонсалес - Ирен
- Карлос Торес - Марио Аристизабал
- Хуан Себастиан Калеро - Пол Рикарте
- Карла Хиралдо - Хозефина
- Андрес Суарес - доктор Анхел
- Айлин Рока - Аделаида де Рикарте
- Ампаро Грисалес - Ирис Мендоса

## Версии
- Да обичам без закон, мексиканска теленовела, продуцирана от Хосе Алберто Кастро за Телевиса през 2018 г., с участието на Ана Бренда Контрерас, Давид Зепеда и Хулиан Гил.